# Ouled Aïssa
Ouled Aïssa es un municipio de la provincia o vilayato de Timimoun en Argelia. En agosto de 2011 tenía una población censada de 7034 habitantes.
Se encuentra ubicado al suroeste del país, en el desierto del Sahara.